# Prawo Dermotta
Prawo Dermotta – formuła empiryczna używana do określenia okresu orbitalnego większych księżyców planet Układu Słonecznego. Została odkryta przez brytyjskiego astronoma Stanleya Dermotta w latach 60. XX wieku.
{\displaystyle T(n)=T(0)\cdot C} {\displaystyle ^{n}}
Gdzie T(n) to okres orbitalny n-tej satelity, T(0) to okres obrotu planety, a C to stała charakterystyczna dla planety. Dla gazowych gigantów są to następujące wartości:
- Jowisz: T(0) = 0.444 d, C = 2.03
- Saturn: T(0) = 0.462 d, C = 1.59
- Uran: T(0) = 0.760 d, C = 1.80